# M/S Waxholm I

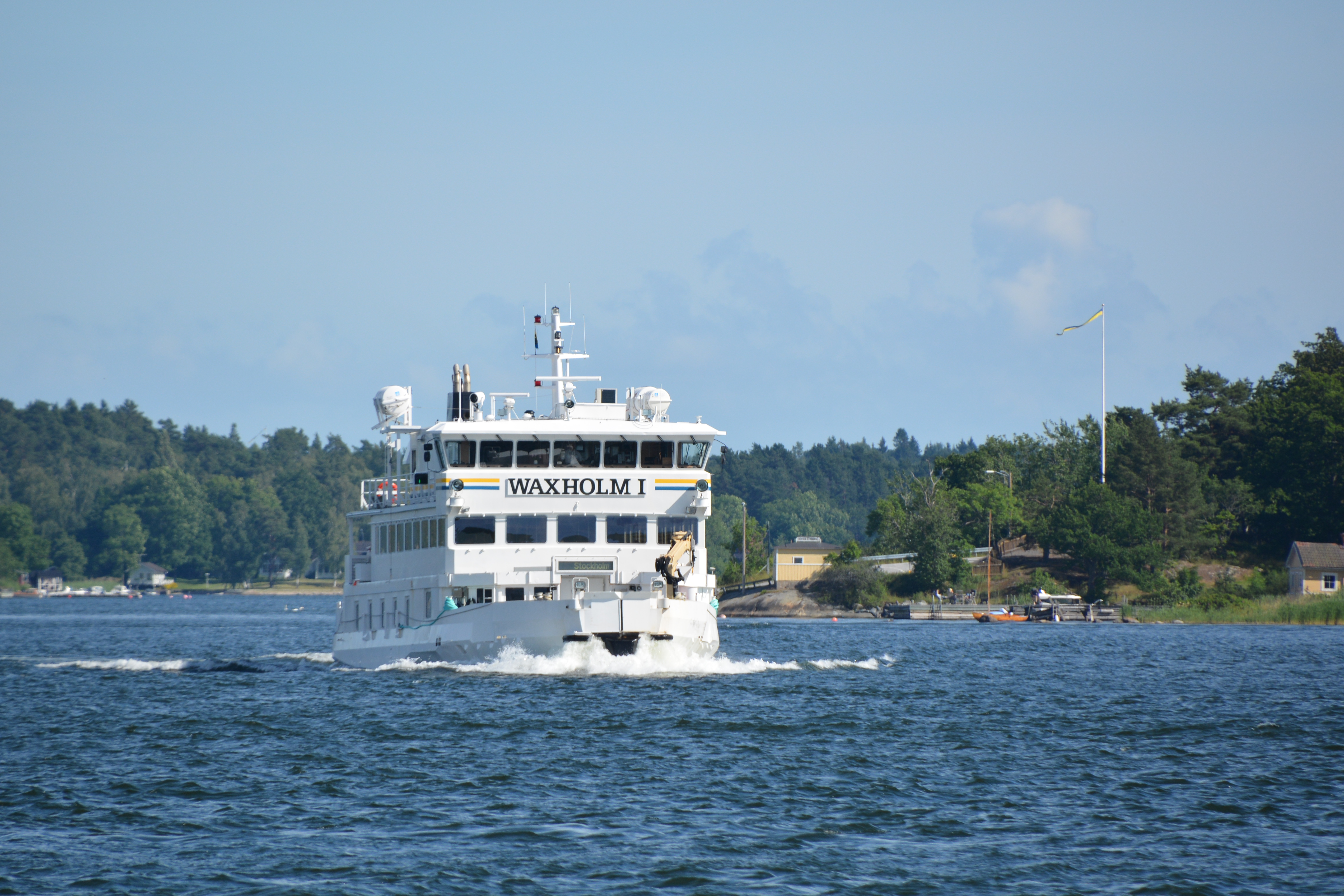
M/S Waxholm I vid anlöp till Vaxholm.

M/s Waxholm I är ett svenskt passagerarfartyg fartyg, som beställdes år 1983 av Waxholms Ångfartygs AB. 

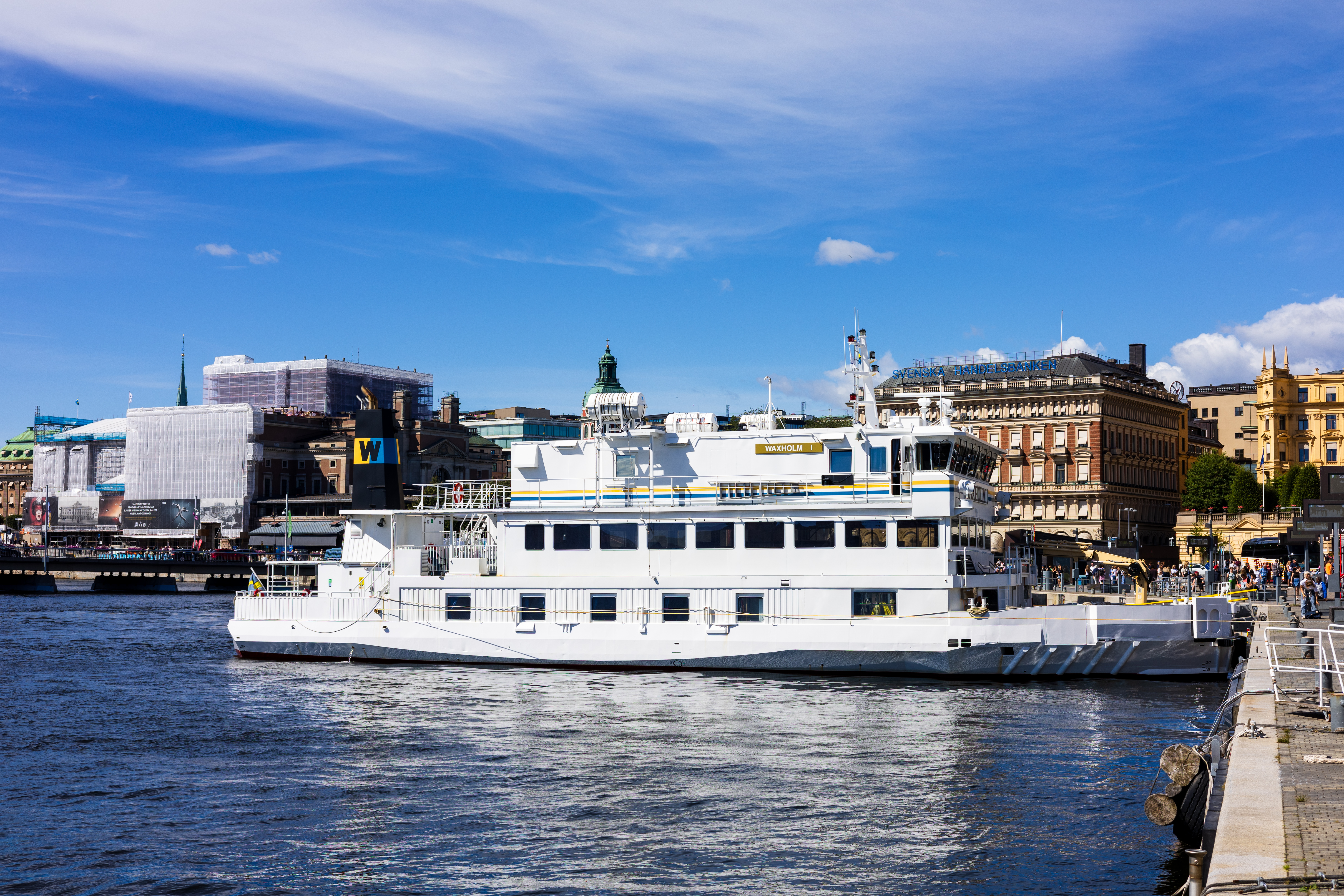
M/S Waxholm I vid Strömkajen i augusti 2024.

Fartyget var fram till början av 2000-talet, tillsammans med systern M/S Waxholm II, ryggraden i vintertrafiken i Stockholms mellersta skärgård på de längre traderna till Möja och Husarö. 
I mars 2014 påbörjades vid Oskarshamns varv en livstidsförlägning, och sommaren 2015 var hon tillbaka i trafik i Stockholms skärgård.

## Incidenter[1]

### 21 september 1993
Brand uppstår i vattnet på styrbords sida om fartyget som vid tillfället ligger på varv i Fredrikshavn för byte av huvudmaskiner, fartyget får skador på styrbords främre däck. Innertak, mattor och inredning får repareras och bytas ut. Orsaken till branden var att olja läckt ut från en belgisk minsvepare som ligger vid varvet för skrotning.

### 26 augusti 1999
Grundstöter vid utbackning från Långviks brygga på Möja. Rodren trycks föröver och skadar propellrarna. Tas till Kummelnäs varv för reparation.

### 22 december 2003
Får rutorna i mässen på babordssidan intryckta av kraftig sjögång precis efter passage av Gökskäret, norr om Runmarö på tur från Stavsnäs mot Sandhamn. Fartyget vänder tillbaka till Stavsnäs.

### 6 april 2009
Vid avgång från Norra Tynningö kl. 07.20 på tur mot Vaxholm sker ett haveri på babords huvudmaskin. Det stiger kraftig rök ur skorstenen och beslutet tas att fortsätta turen med endast styrbords huvudmaskin. Fartyget tas därefter ur trafik i väntan på reparation/maskinbyte.

### 8 mars 2023
Maskinhaveri uppstår på styrbords huvudmaskin. Efter detta installeras nya huvudmaskiner på Tenö Varv AB.